# 第1独立戦車旅団 (ウクライナ陸軍)
第1独立戦車旅団（だい1どくりつせんしゃりょだん、ウクライナ語: 1-ша окрема танкова бригада、略称：1 ОТБр）は、ウクライナ陸軍の旅団。北部作戦管区隷下で、チェルニーヒウ州西部のホンチャリスキに所在する。

## 概要

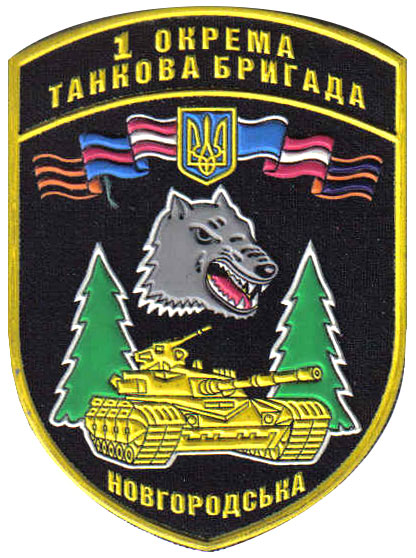
第1独立親衛戦車旅団時代の部隊章

1997年8月24日、第72親衛機械化師団隷下の第292親衛戦車連隊、第25親衛機械化師団隷下の第280戦車連隊を基幹に第1独立親衛戦車旅団としてチェルニーヒウ州ホンチャリスキで創隊、第292親衛戦車連隊の勲章、名誉称号を継承した。

### ドンバス戦争
2014年3月、ロシアのクリミア侵攻の影響に伴い、ロシアと国境を接する北部チェルニーヒウ州に配備された。5月からドンバス戦争で東部ルハーンシク州、ドネツィク州に再配置された。
2014年10月、ウクライナ領土防衛大隊の第13チェルニーヒウ-1領土防衛大隊（第13独立自動車化歩兵大隊に改称）、第19領土防衛大隊（第19独立自動車化歩兵大隊に改称）が配属された。
2015年2月、第13独立自動車化歩兵大隊が新編の第58独立自動車化歩兵旅団隷下に転属した。
2016年8月22日、ソ連時代の栄誉返上に伴い、名誉称号「親衛隊」が返上され、第1独立戦車旅団に改称された。
2017年8月24日、ペトロ・ポロシェンコ大統領から、名誉称号「シヴェーリア」を授与された。

### ロシアのウクライナ侵攻

#### 北部・チェルニーヒウ戦線
2022年2月24日、ロシアのウクライナ侵攻では、北部チェルニーヒウ州チェルニーヒウ地区に配備され、ロシア軍に包囲されかかるが、3月にチェルニーヒウで撃退し、4月にロシア軍はウクライナ北部から撤退した。

#### 東部・南ドネツク戦線
2022年7月、戦略予備として東部ドネツィク州クラマトルシク地区に再配置された。1個戦車大隊が東部ドネツィク州ヴォルノヴァーハ地区に再配置され、友軍を火力支援した。現地に駐留していた義勇軍のOUN大隊が指揮下に配属された。
2022年9月24日、ウォロディミル・ゼレンスキー大統領から、勇気と勇敢さに対する栄誉賞を授与された。

#### 南部・ザポリージャ戦線
2022年12月、南部ザポリージャ州ポロヒー地区に再配置され、フリャイポレに展開した。

#### 東部・アウディーイウカ戦線
2023年10月、機械化大隊が激戦地の東部ドネツィク州ポクロウシク地区に再配置され、アウディーイウカ北に展開した。11月には第1小銃大隊も再配置され、アウディーイウカ北のケラミクに展開した。

## 編制
2024年時点での編制は以下のとおりとなる。
- 旅団本部（ホンチャリスキ（英語版））
  - 本部管理中隊
- 第1戦車大隊
- 第2戦車大隊
- 第3戦車大隊
- 第4戦車大隊
- 第1機械化大隊
- 第1狙撃大隊
- 第2狙撃大隊
- 旅団砲兵群
  - 本部管理中隊
  - 第1自走砲大隊
  - 第2自走砲大隊
  - ロケット砲大隊
  - 対戦車砲大隊
- 防空大隊

- 工兵大隊
- 整備大隊
- 兵站大隊
- 偵察中隊
- 通信中隊
- レーダー中隊
- CBRN防護中隊
- 衛生中隊
- 無人機打撃中隊"ペガース"

## 主要装備
旅団の主要装備として、以下のものを有する。
- T-64BV（ウクライナ語版）
- T-72B/M
- T-72AMT
- 2S1
- 2S3
- BM-21
- 2K22
- 9K35
- BMP-1
- MT-LBu
- BRDM-2

## ギャラリー

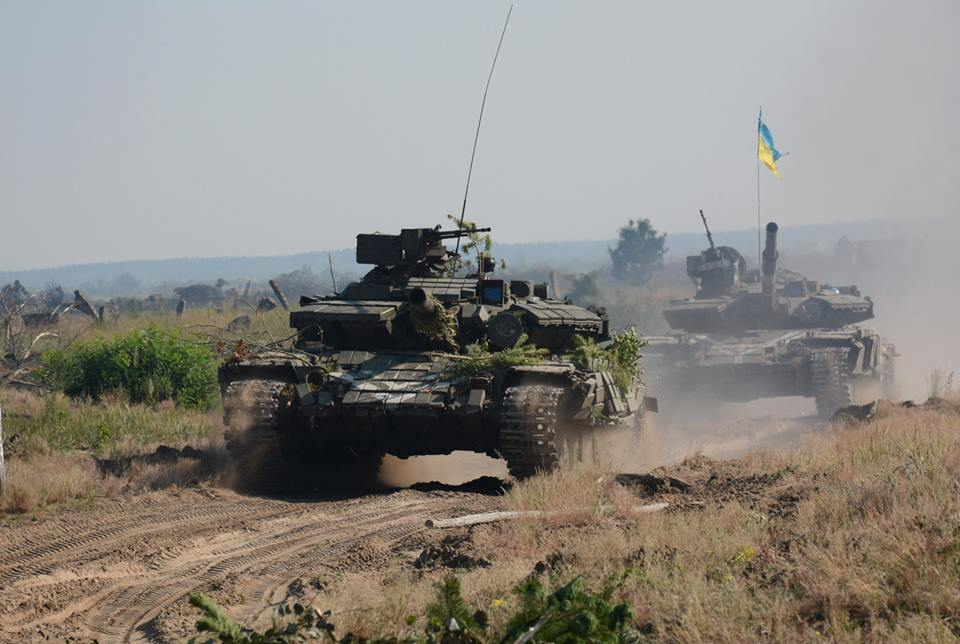
演習でのT-64BV
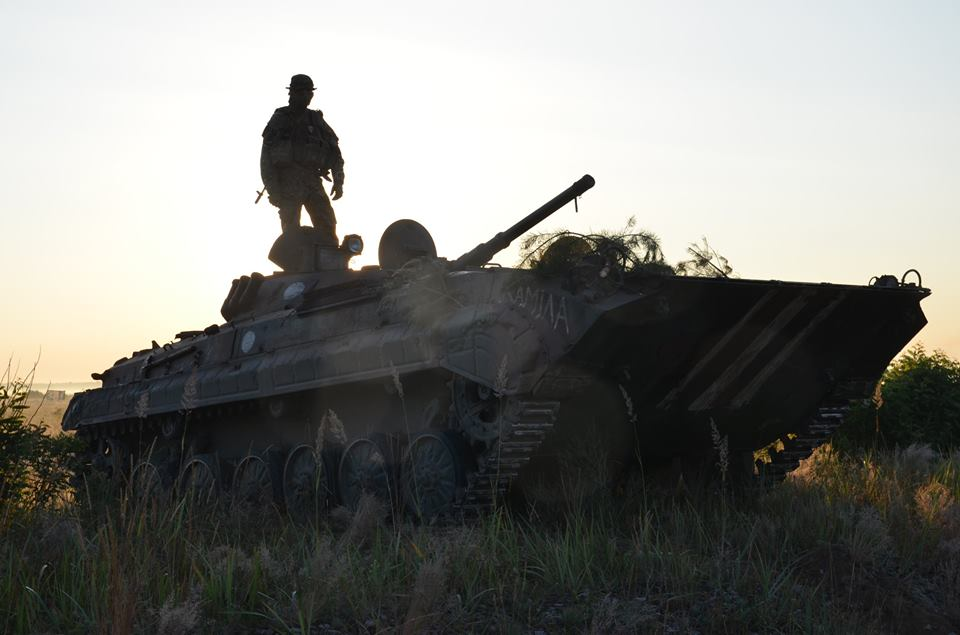
BMP-1
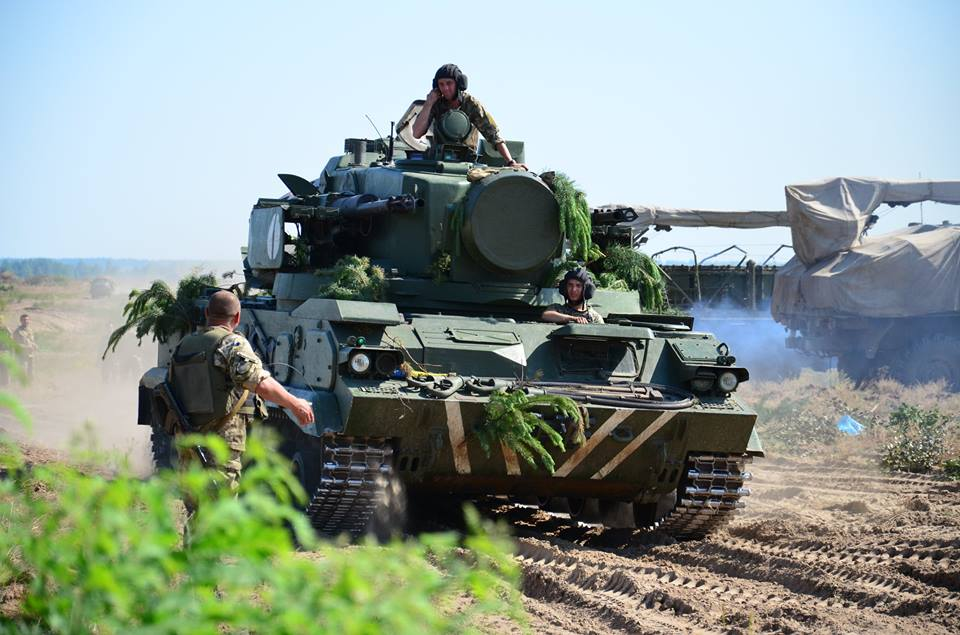
演習での2K22

## 出身者
- イーホル・タンチューラ